# Blauschulterkolibri
Der Blauschulterkolibri (Coeligena prunellei) oder Blauschulter-Andenkolibri, früher auch Mohrenmusketier, ist eine Vogelart aus der Familie der Kolibris (Trochilidae). Diese monotypische Art ist endemisch in Kolumbien. Der Bestand wird von der IUCN als „gefährdet“ (vulnerable) eingeschätzt.

## Merkmale

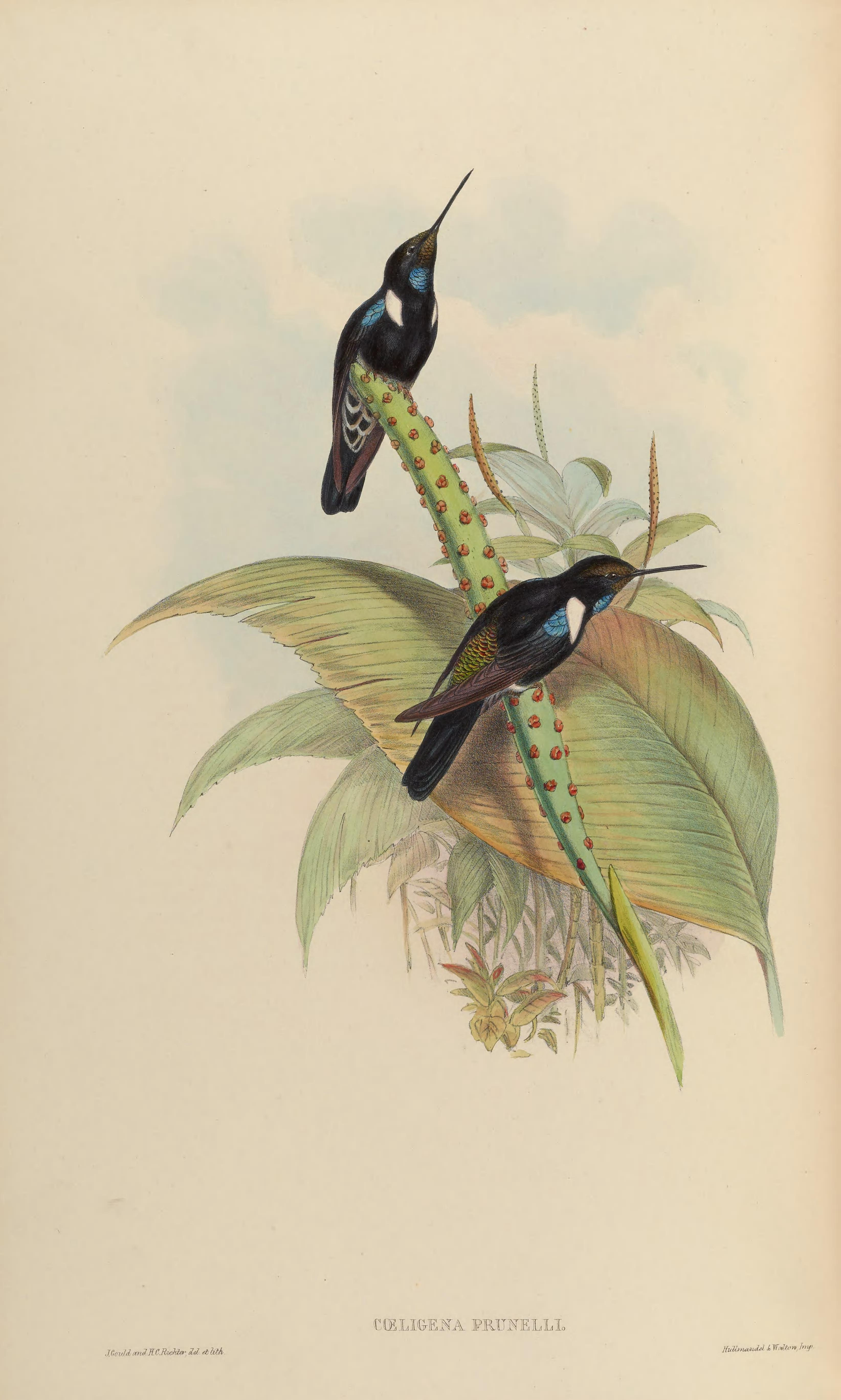
Blauschulterkolibri, Zeichnung

Der Blauschulterkolibri erreicht eine Körperlänge von etwa 10,9 Zentimetern, wobei der lange schlanke Schnabel etwa 30 Millimeter lang ist. Sein Gefieder ist hauptsächlich schwarz und weist an jeder Seite der Brust einen weißen Fleck auf. Die Schultern glitzern blau. An der Kehle hat er einen glänzend grünlich blauen Fleck. Die Unterschwanzdecken sind weiß gesäumt. Der schwarze Schwanz ist gegabelt, die Beine sind rosa rötlich gefärbt.

## Verhalten
Blauschulterkolibris fliegen normalerweise in rascher Folge verschiedene Nektarquellen an, wobei sie diese Futterpflanzen regelmäßig immer wieder aufsuchen (Traplining). Fliegt ein Konkurrent wie z. B. der Grünstirn-Lanzettschnabel (Doryfera ludovicae) die Blüten der Pflanze Psammisia falcata an, die eine wichtige Nahrungsquelle der Blauschulterkolibris ist, zeigen sie ein territoriales Verhalten und jagen ihm hinterher. Sie bewegen sich in den mittleren und unteren Straten. Hier fliegen sie vorzugsweise hängende Blüten mit langen Blütenkronen von Kletterpflanzen an.

## Habitat
Der natürliche Lebensraum der Blauschulterkolibris sind feuchte Bergwälder, wo sie sich bevorzugt in Höhen zwischen 1675 und 2500 Metern aufhalten. Es wurden aber auch Beobachtungen in Höhen zwischen 1000 und 2800 Metren gemacht.

## Verbreitungsgebiet

Verbreitungsgebiet des Blauschulterkolibris

Der Blauschulterkolibri kommt im nördlichen zentralen Kolumbien vor. Hier ist er an den Westhängen der Zentralanden im Departamento de Quindío zu finden. Außerdem kommt er in den Ostanden im Südosten des Departamento de Santander, im Westen des Departamento de Boyacá und im Westen des Departamento de Cundinamarca vor. Das Verbreitungsgebiet umfasst etwa 17.100 km2.

## Lautäußerungen
Während der Blauschulterkolibri nacheinander verschiedene Blüten anfliegt, stößt er gelegentlich ein einsilbiges Ick aus.

## Etymologie und Forschungsgeschichte
Jules Bourcier beschrieb den Blauschulterkolibri unter dem Namen Trochilus Prunellei. Das Typusexemplar stammte aus der Gegend um Facatativá. Später wurde er der Gattung Coeligena zugeordnet. Das Wort Coeligena leitet sich aus den lateinischen Wörtern coelum bzw. caelum für „Himmel“ und genus für „Nachkomme“ ab. Der Artname prunellei ist Clément François Victor Gabriel Prunelle (1774–1853) gewidmet.